# Desenvolupament econòmic local
Les polítiques públiques de desenvolupament local (DEL) aprofiten els recursos del territori (endògens) i fomenten la cooperació publicoprivada per estimular el creixement econòmic, crear ocupació i, en definitiva, millorar la qualitat de vida dels ciutadans.
Les polítiques de DEL aspira a fomentar el creixement econòmic, la diversificació econòmica i a millorar el nivell de vida i de l'ocupació de la població. El potencial de desenvolupament d'un territori es basa en diferents factors: econòmics, socials, tecnològics, institucionals, infraestructurals, mediambiental, cultural, etc.
El DEL pot ultrapassar l'àmbit municipal: a Barcelona, l'Àrea Mrtropolitana de Barcelona és la unitat d'acció. Inclou als tres sectors productius (primari, secundari i terciari). Requereix una planificació estratègica i la participació de tots els agents, tant públics com privats. L'administració local ha de liderar per tal d'impulsar, coordinar i regular el conjunt d'agents.
Les agències de desenvolupament local (a Barcelona, BCN Activa) són les responsables d'implementar l'estratègia de desenvolupament, en coordinar les accions dels diferents actors i prestant els serveis requerits per les empreses i les persones.

## Origen i evolució del paper de l'administració local
El principi d'autonomia local inclosa a la Constitució va servir d'excusa a les administracions locals per augmentar les seves responsabilitats i fer front a la forta crisi de finals del 70 i els primers anys de la democràcia impulsant polítiques que ara s'anomenen de desenvolupament econòmic local.
Per tant, són polítiques assumides voluntàriament pels municipis i que no han disposat d'un finançament garantit. Tradicionalment, aquest finançament ha arribat d'administracions superiors (UE) i han tingut com a destinatari final el municipi.
Avui, els alcaldes ja no presenten un rol presidencial -representant de la corporació- sinó managerial, amb capacitat per prendre decisions que impulsin projectes de futur. En un moment de crisi de representativitat com l'actual, els ajuntament han de liderar la recuperació de la confiança de la ciutadania. Són, al cap i a la fi, l'administració més ben valorada per la ciutadania. Un exemple del treball en el desenvolupament econòmic és la Xarxa de Serveis Locals de Promoció Econòmica (XSLPE).

## Eines i instruments per a l'estudi del territori: la planificació estratègica
La planificació estratègica és una eina clau per adaptar el territori als canvis, considerant aquest com un producte competitiu i capaç de col·laborar amb altres territoris. La planificació estratègica implica des de les institucions als individus en l'anàlisi de la situació, essent tant o més important el procés d'elaboració (participatiu) que el producte final.
Un pla estratègic defineix polítiques, sistematitza la presa de decisions, fomenta la participació, la cooperació publicoprivada i reforça el lideratge de la institució promotora. El risc de la planificació estratègica és la frustració que pot generar no assolir els objectius, que pot derivar en el fracàs de futurs processos participatius. Igualment, cal evitar apropiacions partidistes dels plans.

## Les polítiques actives d'ocupació (PAO)
Les polítiques actives d'ocupació presenten un abast limitat i són una combinació de polítiques econòmiques, bona part d'elles van dirigides a col·lectius desafavorits. Incorporen instruments de formació, subvenció a la contractació o inserció, sovint dirigides a col·lectius específics. Formen part de les línies estratègiques de la Unió Europea, i es recomana una atenció específica als usuaris i un seguiment i avaluació de les polítiques per tal d'adaptar-les a les necessitats canviants.
L'estat espanyol ha dedicat escassa atenció (en forma de despesa) a les PAO, polítiques que tampoc han estat ben coordinades ni s'ha mesurat pruo bé el seu impacte. Cal, per tant, avançar en la descentralització per tal d'augmentar l'eficàcia d'aquestes polítiques.

## El foment i la promoció de l'activitat econòmica
- Cal una visió estratègica amb perspectiva transversal de tota l'actuació municipal a l'hora de fomentar l'activitat econòmica.
- Cal superar les visions assistencialistes que, de vegades, fomenta l'administració local.
- L'urbanisme és un factor crític de desenvolupament econòmic i àmbits com el medi ambient, les tecnologies, els serveis socials o la recuperació del patrimoni han d'esdevenir generadors de llocs de treball.
- Cal combinar el foment dels recursos endògens amb la captació (i arrelament) de la inversió estrangera. Per fer-ho, cal conèixer els processos de presa de decisió i generar confiança als inversors (business friendly).